# Lucio Antonio
Lucio Antonio (in latino Lucius Antonius; 81 a.C. – 39 a.C.) è stato un militare e politico romano, fratello minore e sostenitore del triumviro Marco Antonio.

## Famiglia
Lucio era terzo figlio di Marco Antonio Cretico e nipote di quel Marco Antonio Oratore che venne giustiziato dai sostenitori di Gaio Mario nell'86 a.C. Sua madre era Giulia Antonia, cugina di Gaio Giulio Cesare. Plutarco riferisce che spese i suoi anni della gioventù girando per Roma con i fratelli Marco e Gaio, frequentando cattive compagnie e case da gioco, e bevendo troppo.

## Bellum Perusinum

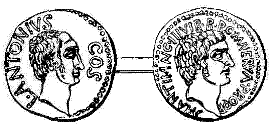
Lucio Antonio su una moneta coniata nel 41 a.C., anno del suo consolato. Al rovescio è raffigurato Marco Antonio, fratello di Lucio

Da sempre sostenitore del fratello, iniziò la propria carriera politica nel 50 a.C. come questore. Nel 44 a.C. fu eletto tribuno della plebe: prima promulgò una legge che permetteva a Cesare di nominare magistrati anche se lontano da Roma, poi, dopo l'assassinio del dittatore, fece passare una legge agraria per ottenere il favore dei veterani di Cesare. L'anno successivo, il 43 a.C., partecipò alle operazioni a Mutina, accompagnò poi il fratello in Gallia.
Nel 41 a.C., anno in cui era console, celebrò un trionfo per alcune vittorie che aveva ottenuto al di là delle Alpi, e fu protagonista del cosiddetto bellum Perusinum (la «guerra di Perugia»). Aiutò infatti Fulvia, l'influente moglie di Marco Antonio (il quale all'epoca era in Egitto con Cleopatra VII), a reclutare un piccolo esercito da opporre a Ottaviano. Approfittando della scelta di quest'ultimo di dividere le terre dell'Etruria tra i propri veterani, sollevò in rivolta i proprietari delle terre confiscate. Dopo aver marciato su Roma e averne scacciato Marco Emilio Lepido promise di abolire il Secondo triumvirato. Ottaviano inviò dei rinforzi dalla Gallia, ma Lucio riuscì a bloccare le sue forze, finché Marco Vipsanio Agrippa riaprì la via per la Gallia occupando Sutrium. Al sopraggiungere di Ottaviano, quindi, Lucio fu costretto ad abbandonare la città, raggiungendo e rinchiudendosi a Perusia (l'odierna Perugia), dove resistette a tre eserciti assedianti fino all'inverno successivo. La città venne distrutta, ma Lucio fu risparmiato e inviato da Ottaviano in Hispania come governatore, incarico col quale scompare dalla storia.

## Giudizi su Lucio
Marco Tullio Cicerone, nelle sue Filippiche, lo accusa di animosità, dandone un pessimo ritratto morale. Secondo Cassio Dione Cocceiano, Lucio assunse il nome Pietas, in quanto affermava di aver attaccato Ottaviano solo in nome dei legittimi interessi del fratello.

## Ascendenza
|                       |                     |                              | Genitori |  |  | Nonni                 |  |  | Bisnonni |  |
|                       |                     |                              |          |  |  | Marco Antonio Oratore |  |  | …        |  |
|                       |                     |                              |          |  |  | Marco Antonio Oratore |  |  | …        |  |
|                       |                     | …                            |          |  |  | Marco Antonio Oratore |  |  |          |  |
| Marco Antonio Cretico |                     |                              |          |  |  | Marco Antonio Oratore |  |  |          |  |
|                       |                     | …                            | …        |  |  |                       |  |  |          |  |
|                       |                     | …                            | …        |  |  |                       |  |  |          |  |
|                       |                     | …                            | …        |  |  |                       |  |  |          |  |
| Lucio Antonio         |                     | …                            |          |  |  |                       |  |  |          |  |
|                       | Lucio Giulio Cesare | Lucio Giulio Cesare Strabone |          |  |  |                       |  |  |          |  |
|                       | Lucio Giulio Cesare | Lucio Giulio Cesare Strabone |          |  |  |                       |  |  |          |  |
|                       | Lucio Giulio Cesare | Popillia                     |          |  |  |                       |  |  |          |  |
| Giulia                | Lucio Giulio Cesare |                              |          |  |  |                       |  |  |          |  |
|                       |                     | Fulvia                       | …        |  |  |                       |  |  |          |  |
|                       |                     | Fulvia                       | …        |  |  |                       |  |  |          |  |
|                       |                     | Fulvia                       | …        |  |  |                       |  |  |          |  |
|                       |                     | Fulvia                       |          |  |  |                       |  |  |          |  |

### Fonti primarie
- Appiano, Bellum Civile, v. 14 ff.
- Cassio Dione, Historia romana, XLVIII. 5-14.
- Gaio Svetonio Tranquillo, De vita Caesarum,  pp. libri I-II-III.

### Fonti secondarie
- Smith, William, A Dictionary of Greek and Roman biography and mythology, ed. 1813-1893, p. 216.